# Dark Matter (пісня Pearl Jam)
«Dark Matter» (укр. Темна матерія) — пісня рок-гурту Pearl Jam, перший сингл з однойменного альбому, що вийшов 2024 року.

## Про пісню
«Dark Matter» стала першим синглом з дванадцятого студійного альбому американського рок-гурту Pearl Jam Dark Matter, спродюсованого Ендрю Ваттом. Сингл вийшов 13 лютого 2024 року в цифровому форматі та на семидюймових вінілових платівках, містивши як оригінальну, так і інструментальну версії пісні. Він став першою з одинадцяти пісень на новому альбомі Pearl Jam, першому за чотири роки, закрите прослуховування якого відбулося 31 січня в Лос-Анджелесі, а вихід було заплановано на 19 квітня 2024 року на лейблі Monkeywrench / Republic.
Назва пісні перекладається як «Темна матерія», загадкова речовина, яка складає суттєву частину Всесвіту. В тексті пісні із темною матерією порівнюються негативні емоції сучасного світу. Фронтмен гурту Едді Веддер співає про дивні часи, в які люди змушені платити за чужі помилки. І хоча текст пісні залишається невизначеним, на сайтах Space.com та Consequence звернули увагу на політичний підтекст композиції.
Пісня розпочинається з барабанної партії Метта Кемерона, після якої виконуються гітарні рифи, які в журналі Spin порівняли із піснями Джоан Джетт «I Love Rock'n'Roll» та Джимі Гендрікса «Foxey Lady». Надалі гітарні партії поєднуються із потужним вокалом Веддера, нагадуючи творчість Pearl Jam часів альбомів Vs. або Binaural. Наприкінці короткої (лише три з половиною хвилини) композиції звучить гітарне соло Майка Маккріді.
«Dark Matter» дебютувала в хіт-параді Billboard Rock & Alternative Airplay на шостому місті, але вже за тиждень досягнула вершини. Це стало найвищим досягненням пісень Pearl Jam в чартах з часів пісні «The Fixer», яка очолила хіт-парад в серпні 2009 року. Окрім цього, «Dark Matter» увійшла до десятки найкращих пісень в чартах Billboard Mainstream Rock та Alternative Airplay — в останньому це відбулося вперше за десять років (після «Sirens», яка посіла четверту сходинку у грудні 2013 року). Також «Dark Matter» увійшла до чартів Adult Alternative Airplay (39 місце) та Hot Hard Rock Songs (3 місце).